# 刘建中 (电影事业家)
刘建中（1942年—），中国电影事业家，华夏电影发行有限责任公司董事长，原国家广播电影电视总局电影事业管理局局长、中国电影家协会原副主席，第十届全国政协委员。